# 環南路 (平鎮區)
環南路、環南路二段、環南路三段皆為臺灣桃園市平鎮區的重要幹道之一，起於民族路與民族路二段(中壢平鎮區界)，銜接環西路；止於新街溪(中壢平鎮區界)，與環中東路二段相接。全線以延平路二段、中豐路分為三段，屬於中壢平鎮外環道路系統。環南路至三段全線隸屬於市道112號，其中環南路(民族路至延平路區間)同時隸屬於台一線。

## 沿經行政區域
- 桃園市
  - 平鎮區

## 分段
(由北至東)
- 環南路:民族路與民族路二段－延平路二段
- 環南路二段:延平路二段－中豐路
- 環南路三段:中豐路－新街溪

## 車道配置
- 全線:雙向各二車道並設置中央綠化分隔島

## 沿線設施

### 環南路
(由北至南)
- 元大商業銀行平鎮分行(18號)[1]
- 南山人壽中壢分公司(50號)[2]
- 桃園市平鎮區復旦國民小學 （页面存档备份，存于）(廣平街1號)
- 全國電子(299號)[3]
- 桃園市立平興國民中學(300號)[4]

### 環南路二段
(由西至東)
- 臺灣銀行平鎮分行(11號)[5]
- 凱基證券平鎮分公司(11號4樓)[6]
- 老街溪
- 環南路車行地下道（穿過台鐵縱貫線北段）
- 特力屋平鎮店(261號)[7]
- 華南銀行平鎮分行(265號)[8]
- 桃園市平鎮地政事務所(276號)[9]
- 金庫合作銀行平鎮分行(290號)[10]
- 全國電子平鎮中豐門市(中豐路298號1樓)[3]

### 環南路三段
(由西至東)
- 新富公園
- 桃園市立圖書館平鎮分館(88號)[11]
- 桃園市立平鎮高級中等學校(100號)[12]
- 新街溪